# Општина Орестијада
Општина Орестијада је грчка општина у периферији Источна Македонија и Тракија у округу Еврос. Настала је 2011. након спајања четири већ постојеће општине у једну: Виса, Кипринос, Тригоно и Орестијада. Површина ове општине је 955,6 km² са становништвом од 37 695 становника. Седиште општине је градић Орестијада.

## Насељена места
Општина Орестијада је подељена на "општинске јединице" које одговарају старим општинама. Оне су даље подељене у "заједнице" које садрже једно или више насељених места.

### Орестијада
Општински део (јединица, бивша општина) има популацију од 21 730 становника и заузима површину од 245 237 хектара. Седиште је у Орестијади, по којој је и овај општински део добио своје име.
Обухвата следеће заједнице и насеља:
- Заједница Орестијада са насељима:

1. Орестијада
2. Лепти
3. Неос Пиргос
4. Палеа Сагини
5. Сакос

- Заједница Амбелакион, са насељем Амбелакија
- Заједница Валту, са насељем Валтос
- Заједница Турју, са насељем Турјо
- Заједница Мегалис Доксипарас, са насељем Мегали Доксипара
- Заједница Неу Химонју, са насељем Нео Химонјо
- Заједница Неохорју, са насељима:

1. Неохори
2. Патаги

- Заједница Хавдра, са насељем Хавдрас